# 屏東豆蘭
屏東豆蘭（学名：Bulbophyllum pingtungense）为蘭科豆蘭屬下的一个种。在台灣稱為龍鬚豆蘭、大花豆蘭或屏東豆蘭，大陸稱其睫毛捲辦蘭，國外稱其威特氏豆蘭 Bulbophyllum wightii，為同種異名。
屏東豆蘭分部於台灣屏東縣與台東縣，花朵很巨大但味道不佳，主要依靠蒼蠅為其授粉。在國外還分布於斯里蘭卡，一個物種分佈遙遠距離的兩地非常罕見，但兩地的本種豆蘭在花朵形態上稍有差異。

## 扩展阅读
- 维基共享资源上的相關多媒體資源：屏東豆蘭
- 維基物種上的相關：屏東豆蘭